# Weiher zu Nickenich

Wappen der Weiher zu Nickenich

Alternatives Wappen der Weiher zu Nickenich

Die Familie Weiher zu Nickenich (auch: Weyer von Nickenich) war ein Rittergeschlecht aus Nickenich in der Pellenz.

## Geschichte
In den Quellen erscheint Moritz von Nickenich 1163 als erster dieses Namens in einer Urkunde der Propstei Buchholz. Er war in Andernach begütert. 1245 ist ein den Rittern von Nickenich gehöriges Haus auf dem alten Markte zu Andernach nachweisbar. Ein Theoderich von Nickenich ist 1204 als trierischer Ministeriale in einer Urkunde des Erzbischofs Theoderich genannt. Im 13. Jahrhundert werden die Ritter Hermann von Nickenich und (vielleicht dessen Söhne) Hellwich und Meinward genannt. Weiterhin kommt Simon von Nickenich 1253 vor. Im Jahre 1289 stirbt der Ritter Ludwig von Nickenich als Stiftsherr von St. Castor in Koblenz. Im 14. Jahrhundert werden urkundlich die Gebrüder Johannes und Siegfried von Nickenich erwähnt. Von diesen ist Siegfried als Stifter der bekannt. Johannes war mit Adelheid von Dienstburg vermählt und ist vor 1365 gestorben. Zu Ende des 14. Jahrh. begegnet der schon oben erwähnte Ritter Krafft von Nickenich als Lehensmann der Grafen von Virneburg. Er war Inhaber der Virneburgischen Burg Monreal und gleichzeitig mit Gütern in Mertloch belehnt, die er jedoch um 1432 verpfändet hatte. Später hat er den Virneburger Dienst quittiert, scheint auf Reisen gegangen und von einer Seuche ergriffen worden zu sein. Als Söhne der erwähnten Eheleute Johannes und Adelheid werden Johannes und Richard genannt.
Um 1400 sind die Ritter von Nickenich teilweise in den Dienst der kölnischen Erzbischöfe getreten. Engelbert von Nickenich wurde 1376 vom Erzbischof von Köln mit dem Weiherhof zu Nickenich belehnt. Dieses Lehen blieb sicher bis 1440 im Besitze der Familie. Anfang des 15. Jahrhunderts erscheinen die Ritter von Nickenich wieder in trierischen Diensten. 1414 belehnte der Erzbischof Werner von Trier den Ritter Hermann von dem Weiher zu Nickenich mit Gütern in Pommern an der Mosel. Hermann musste sich dabei verpflichten, einen gemauerten Stock zu einem Wohnhause auszubauen. Um dieselbe Zeit begegnen uns mehrere Ritter von dem Weiher zu Nickenich als Amtsleute der trierischen Kurfürsten. Um 1420 soll Hermann von dem Weiher Amtmann und Burgsess in Cochem gewesen sein und mehrere Jahre hindurch ist Hermann als Amtmann zu Wittlich. Hermanns Gemahlin war Maria von Bourscheid, eine Tochter Johanns von Bourscheid und der Katharina von Cröv. Aus deren Erbe erwarb er unter anderem die Hälfte der Burg Bourscheid. Hermann ist vor 1518 gestorben. Männliche Nachkommen hat er nicht gehabt, wie aus der Urkunde des trierischen Erzbischofs von 1488 geschlossen werden kann, durch die er ihm beim Fehlen männlicher Erben Lehensübertragung auf seine Töchter zusicherte. Hermanns älteste Tochter Margaretha heiratete 1496 den Ritter Dietrich von Metternich zu Zievel.
Weitere Ritter von dem Weiher zu Nickenich werden im 15. und 16. Jahrhundert erwähnt: 1483 und 1510 wird ein Anton von Nickenich von Kurtrier mit einem Viertel der Gerichtsbarkeit in Hambuch (Kr. Kochern) belehnt. 1510 erhielten die Brüder Peter, Anton und Hermann von dem Weiher zu Nickenich von dem Kölner Erzbischofe für 5000 Goldgulden pfandweise, das Nettegut bei Andernach, das bis 1546 in ihrer Hand blieb. Peter und Anton waren beide Deutschordensritter, und zwar Komture der Ordensballei Köln. Hermann heiratete 1546 Christine von der Leyen, die Tochter Bertholds und der Katharina Pallandt. 1440 wird ein Johann von dem Weiher zu Nickenich auf besondere Veranlassung des Erzbischofes Stiftsherr von St. Simeon in Trier, 1506 starb eine Sophie von Nickenich als Abtissin des Augustinerinnenklosters Stuben. Mit Anna von dem Weiher zu Nickenich, die 1616 als Äbtissin des Benediktinerstiftes Oberwerth bei Koblenz starb und das Amt seit 1578 innegehabt hatte, ist das Geschlecht der Ritter von dem Weiher zu Nickenich erloschen.
Die beiden Bischöfe und Brüder Johann von Schönenberg in Trier (1525–1599) und Georg von Schönenberg in Worms (1530–1595) stammten mütterlicherseits aus dem Geschlecht der Weiher zu Nickenich.

## Personen
- Hermann vom Weiher zu Nickenich, kurtrierischer Burggraf zu Cochem
- Antonius vom Weiher zu Nickenich, Landkomtur des Deutschen Ordens

## Wappen
Blasonierung: In Silber drei rote bzw. alternativ in Rot drei silberne Rauten. Auf dem Helm ein silberner Bocksrumpf mit goldenen Hörnern. Die Helmdecken sind rot-silbern.
Engelbert Weyer von Nickenich führte 1439 den gleichen Schild um einen Turnierkragen vermehrt und als Helmzier einen silbernen Schwanenhals zwischen einem offenen silbernen Flug.

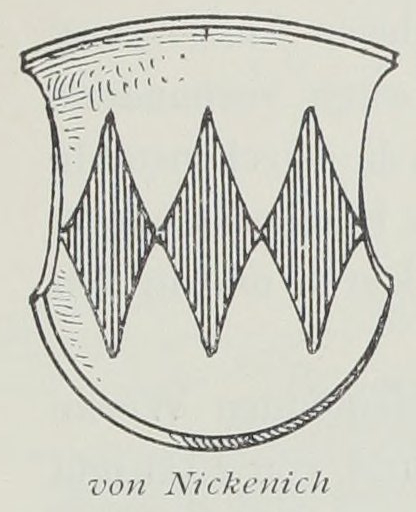
Wappen derer von Nickenich bei Ferdinand Luthmer
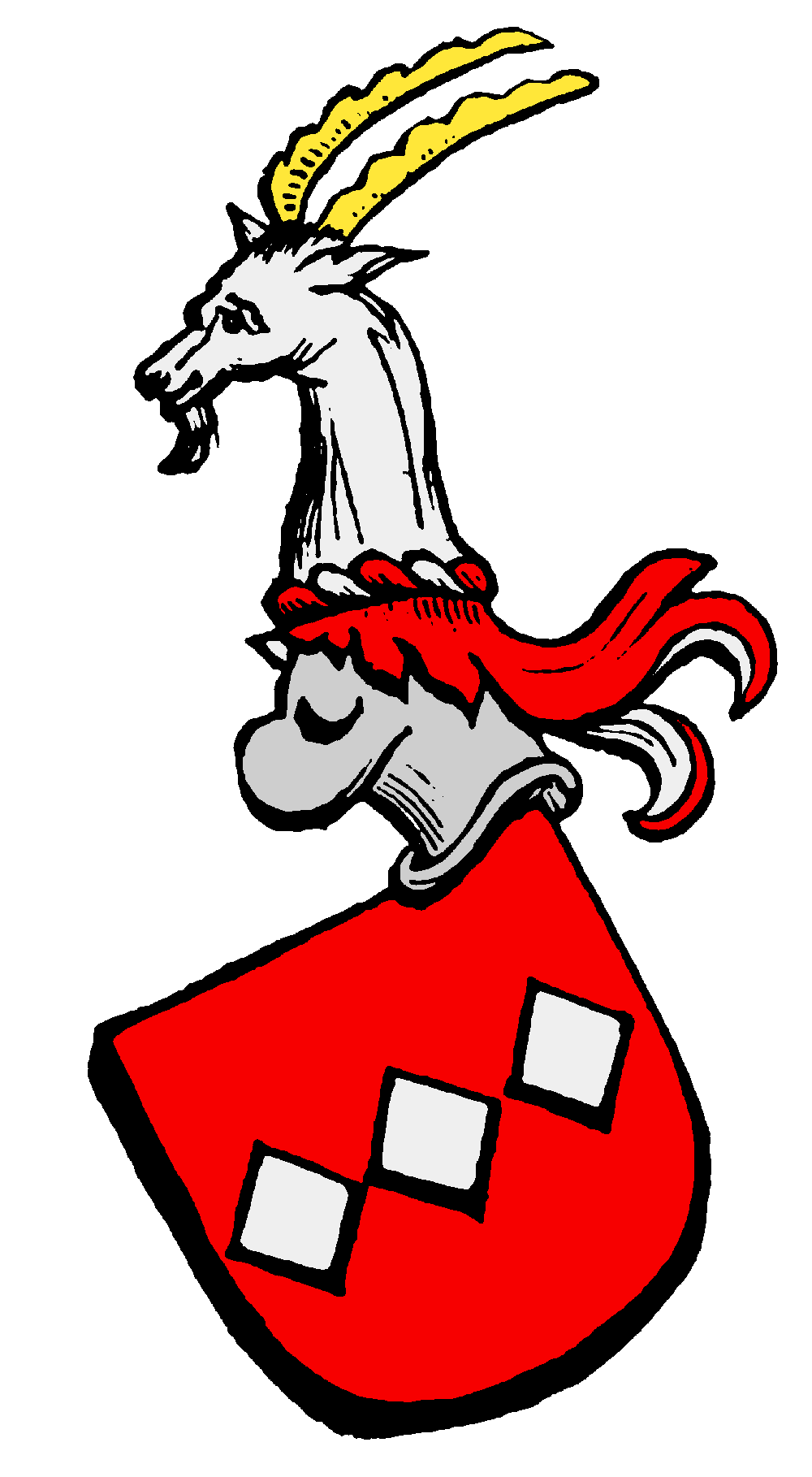
Wappen derer von Weyer nach Anton Fahne, 1848
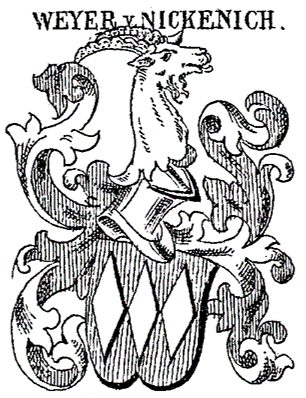
Wappen der Weiher zu Nichenich bei Johann Siebmacher
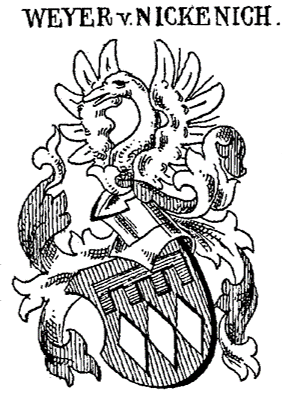
Vermehrtes Wappen des Engelbert Weiher zu Nichenich (1439)
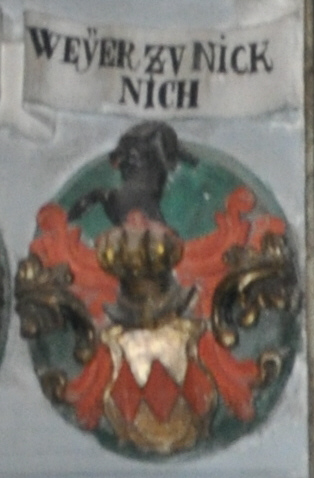
Ahnenwappen aus der Ahnenprobe der Juliane von Schwalbach, geb. von Eltz († 1620), Kiedrich, Pfarrkirche St. Valentin, Katharinenaltar
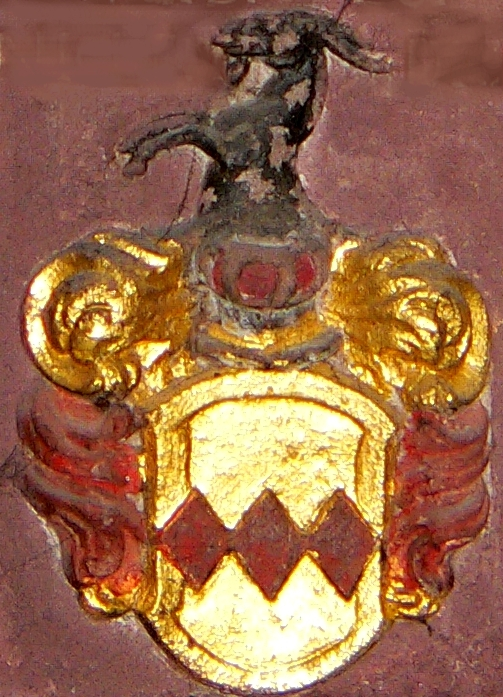
Wappen der Vorfahren von Christoffel Eitel von Schutzbar und Frau auf ihrem Epitaph in der ev. Kirche in Treis an der Lumbda

## Besitzungen
- Burg Bourscheid
- Schloss Holsthum